# Vg-10
VG-10 – gatunek nierdzewnej narzędziowej stali stopowej stworzonej w Japonii specjalnie do wyrobu wysokogatunkowych ostrzy i noży. Receptura stali została stworzona przez Takefu Special Steel co. Ltd, której siedziba mieści się w Takefu, w Prefekturze Fukui. Początkowo wykorzystywana w produkcji noży kuchennych, szybko znalazła zastosowanie jako doskonały materiał na ostrza użytkowe. Jedną z firm, które najbardziej przyczyniły się do wzrostu popularności stali VG-10, jest Spyderco.
Jest bazową stalą noży produkowanych przez szwedzką firmę Fällkniven.
Ze względu na restrykcje w imporcie, niemal wszystkie noże ze stali VG-10 produkowane są w Japonii.

## Inne nazwy
- V Gold 10
- V-Kin-10 (kin oznacza złoto po japońsku)
- V金10号

## Skład
- węgiel 1%
- chrom 15%
- molibden 2%
- wanad 0,2%
- kobalt 1,5%